# 100米自由泳

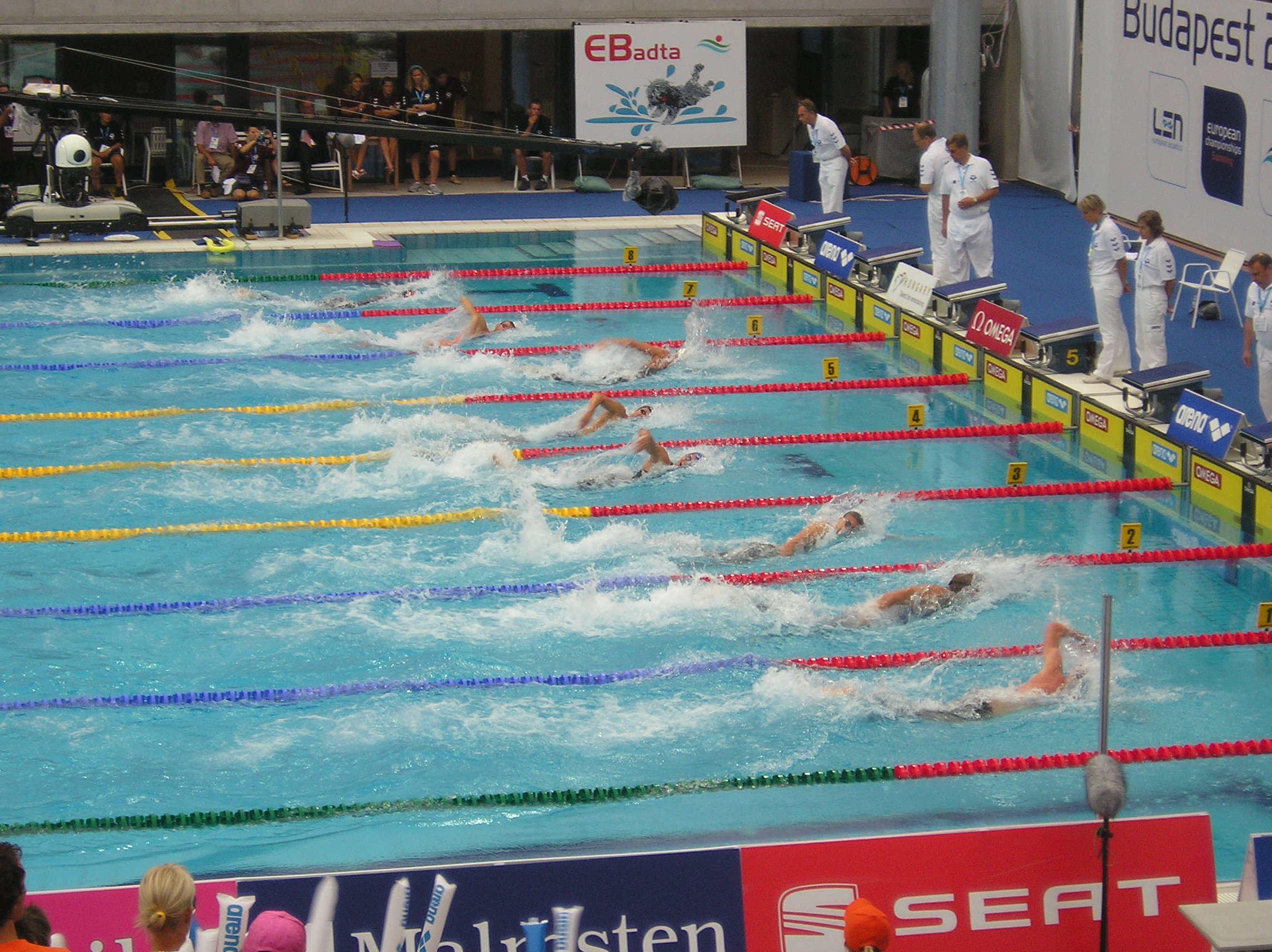
100米自由泳

100米自由泳通常被认为是游泳运动中的蓝丝带項目  ，就像田径运动中的100米賽跑一样，被視為是游泳比赛中最能體現速度和競技水平的項目。 
100米自由泳第一位完賽成績在一分钟以內的游泳运动员是约翰尼·韦斯穆勒。 截至2024年，該項目的男子世界纪录保持者是在2024年巴黎奥运会上打破纪录的潘展乐，女子世界紀錄則由萨拉·舍斯特伦於2017年創下。